# Ingelstad herred
Ingelstad herred (før 1658 dansk: Ingelsted Herred) var et herred i  det sydøstlige Skåne. Herredet har navn efter sognebyen og en herregård.
I herredet lå bl.a. Bollerup borg, Gärsnäs slot, Smedstorp slot, Tosterup slot, Tunbyholm slot, Örup slot og herregårdene Svinstrup, Onslunde og Balgerup.